# Fabio Galante
Fabio Galante (Montecatini Terme, 20 de Novembro de 1973) é um ex-futebolista profissional italiano muito ligado ao Torino FC e ao Livorno.

## Carreira
Ele representou a Seleção Italiana de Futebol nas Olimpíadas de 1996.